# Jadwiga Szajna-Lewandowska
Jadwiga Szajna-Lewandowska (ur. 22 lutego 1912 w Brodach, zm. 14 marca 1994 we Wrocławiu) – pianistka, kompozytorka i pedagożka, twórczyni pierwszego polskiego baletu dla dzieci (Pinokio), jedna z nielicznych osób komponujących utwory wyłącznie dla dzieci i młodzieży.

## Życiorys
Jako siedmiolatka rozpoczęła naukę gry na fortepianie we Lwowie u pianistki i pedagożki Heleny Ottawowej. Uczyła się pod okiem dyrygenta, pedagoga i kompozytora Adama Sołtysa. Grę na fortepianie studiowała w Konserwatorium Polskiego Towarzystwa Muzycznego we Lwowie pod okiem Marii Sołtysowej. Szkołę ukończyła w 1931. W latach 1946–1947 pracowała w Teatrze Lalki i Aktora we Wrocławiu jako kompozytorka i kierowniczka muzyczna.
W Państwowej Wyższej Szkole Muzycznej we Wrocławiu studiowała kompozycję pod okiem takich profesorów jak Tadeusz Szeligowski, Piotr Perkowski i Stefan Bolesław Poradowski. Dyplom uzyskała w 1956. Była pierwszą absolwentką i jedną z 5 osób, które wówczas ukończyły studia w sekcji kompozycji na Wydziale Kompozycji, Dyrygentury i Teorii Muzyki. W ramach pracy dyplomowej napisała balet Pinokio. Prapremiera odbyła się w Państwowej Operze we Wrocławiu w 1964, w Dzień Dziecka, jako dar dla dzieci od Wydziału Kultury Rady Narodowej miasta Wrocławia i Państwowej Opery we Wrocławiu. Sztuka odnosiłą sukcesy, grano ją także za granicą, m.in. w Görlitz.
Pisała utwory instrumentalne, wokalno-instrumentalne i chóralne, orkiestrowe, kameralne, solowe, wokalne i wokalno-instrumentalne, wszystkie dla dzieci i młodzieży. Komponowała przede wszystkim utwory sceniczne, głównie balety, m.in. Porwanie w Tiutiurlistanie z 1965 z librettem według powieści Wojciecha Żukrowskiego, zaprezentowane w Państwowej Operze we Wrocławiu w 1967, Gry dziecięce (1968), Jak pająk muchom buty szył (1979), Czerwony kapturek (1984), Spacerek po mieście (1984), Niefortunne zaloty (1989), Słowik cesarza chińskiego (1992) i Księżniczka na ziarnku grochu (1992). Skomponowała musical Księżniczka w oślej skórce (1972, prapremiera 3 listopada 1975 w Państwowej Operze w Bytomiu – po raz pierwszy wprowadziła do utworu śpiew, libretto oparto na bajce Charles’a Perraulta) i widowisko fantastyczno-historyczne Zaczarowany krawiec według libretta Hanny Januszewskiej (1977). Sięgała po teksty pieśni ludowych, do których tworzyła własną muzykę wzorowaną na tradycyjnej (np. Dwie pieśni na sopran i fortepian do słów zapisanych przez Oskara Kolberga i do tekstu ludowego). W balecie Thais opartym na motywach opowiadania Zenona Kosidowskiego Kariera hetery ateńskiej ze zbioru Rumaki Lizypa ujawniła fascynację motywami antycznymi i staroperską poezją. Wiele jej utworów służyło celom dydaktycznym jako materiał szkół muzycznych I i II stopnia.
Jako pedagożka działała w szkolnictwie muzycznym we Lwowie, Lublinie i Wrocławiu. Uczyła akompaniamentu, kierownictwa zespołami kameralnymi, teorii muzyki oraz propedeutyki kompozycji. Była prezeską Wrocławskiego Oddziału Związku Kompozytorów Polskich.
Na krajowych i międzynarodowych konkursach kompozytorskich zdobyła wiele nagród. W 1960 na Konkursie „Opolska Wiosna” otrzymała II nagrodę za kantatę Regiment na chór mieszany i małą orkiestrę. W tym samym roku na I Festiwalu Teatrów Śląska i Opolszczyzny dostała II nagrodę za muzykę do sztuki Tymoteusza Karpowicza Wszędzie są studnie. W 1962 na Konkursie „Opolska Wiosna” ponownie dostała II nagrodę, tym razem za cykl pieśni Zazdroszczę nut na sopran i orkiestrę kameralną. W 1964 na Konkursie dla Kompozytorek w Mannheim otrzymała wyróżnienie za Suitę baletową, a w 1968 za balet dziecięcy Ein Spaziergang in der Stadt. W 1971 na Ogólnopolskim Konkursie Kompozytorskim na utwór do tekstu Władysława Broniewskiego dostała II nagrodę za piosenkę dla dzieci Gramy w zielone na głos i fortepian. Otrzymała też Nagrodę miasta Wrocławia za całokształt twórczości (1964) i Nagrodę Prezesa Rady Ministrów (w 1974 za twórczość dla dzieci i młodzieży, w 1983 roku za baśń muzyczną Błękitny kot).

## Upamiętnienie
W Oławie znajduje się Państwowa Szkoła Muzyczna I stopnia jej imienia.